# Gruppo 7

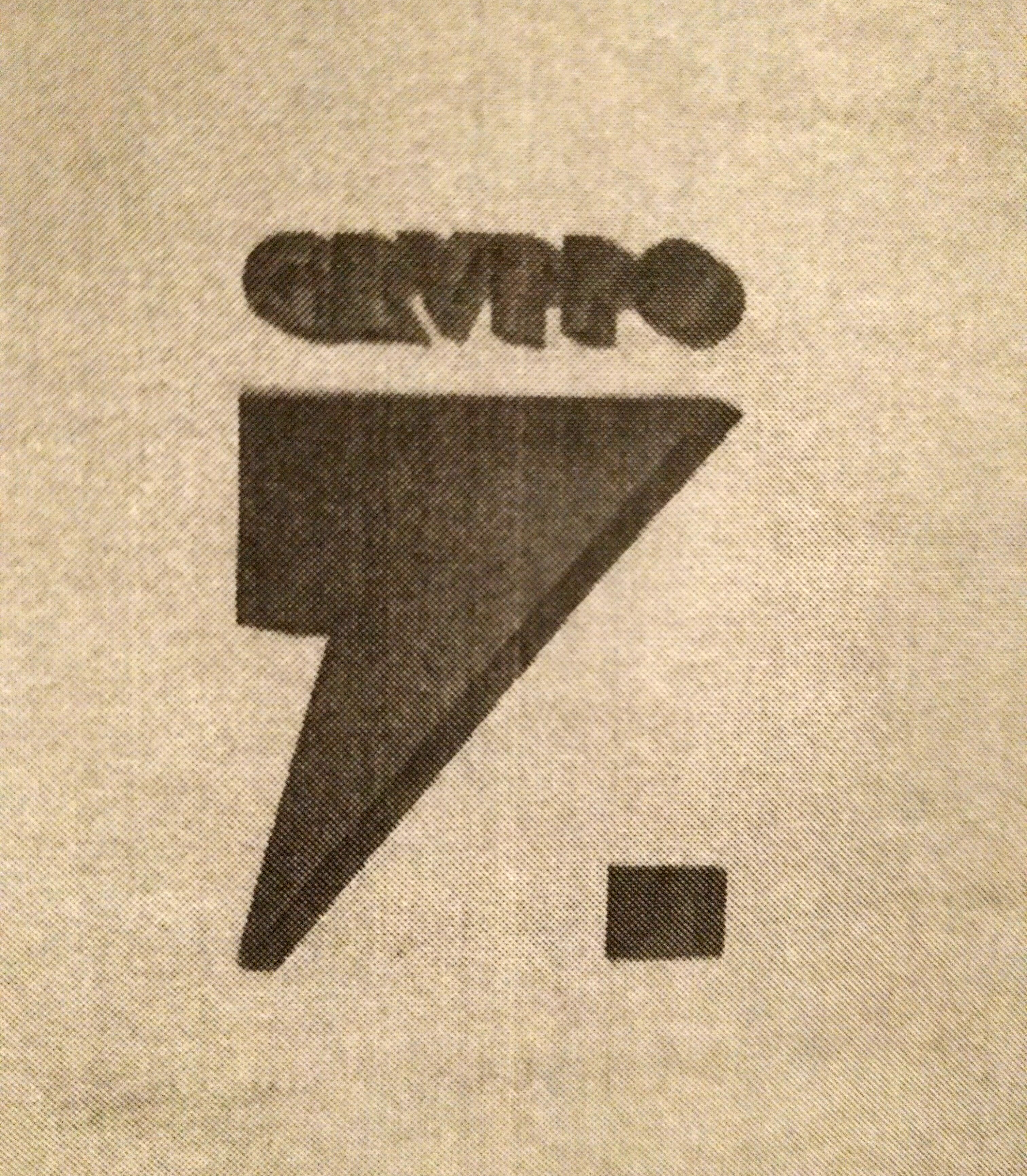
Il logo del Gruppo 7

Il Gruppo 7 è stato un collettivo di sette architetti del Politecnico di Milano che ha portato in Italia le idee del Movimento Moderno. Con un manifesto di quattro articoli e una visione dell'architettura che univa le esigenze del razionalismo e quelle del recupero della tradizione classica del Mediterraneo, ha rivoluzionato il panorama dell'architettura italiana.
Il collettivo venne fondato a Milano nel 1926 e ne furono membri Luigi Figini, Gino Pollini, Guido Frette, Sebastiano Larco Silva, Carlo Enrico Rava, Giuseppe Terragni e Ubaldo Castagnoli, quest'ultimo poi sostituito da Adalberto Libera. In occasione della I Esposizione italiana di architettura razionale, che si tenne nel 1928 a Roma promossa da Adalberto Libera e Gaetano Minnucci, il Gruppo 7 prese parte alla fondazione e all'attività del MIAR (Movimento italiano per l'architettura razionale). L'attività del gruppo terminò nel 1931 in seguito allo scioglimento del MIAR e all'istituzione da parte del sindacato fascista del RAMI (Raggruppamento architetti moderni italiani), cui Larco e Rava aderirono.

## Storia
Dopo la prima guerra mondiale si avvertiva l'esigenza di un ritorno alla ragione ed alla tradizione dopo l'irrazionalità della guerra. In politica si affermò anche l'esigenza di un ritorno all'ordine, che favorì l'instaurarsi del regime fascista. In campo artistico nacque il movimento "Novecento", a cui aderirono pittori come Anselmo Bucci, Mario Sironi, Ubaldo Oppi, Pietro Marussig, Achille Funi, Leonardo Dudreville e al quale si avvicinarono anche architetti come Giovanni Muzio, Emilio Lancia, Gio Ponti, Ottavio Cabiati, strettamente legati ai canoni classici sia come metodo che come linguaggio figurativo. Gli architetti novecentisti individuarono i problemi urbanistici e le esigenze della città moderna, ma con un approccio che rimaneva quello del metodo ottocentesco e classico.
Negli anni venti del XX secolo, al Politecnico di Milano la cattedra di architettura era tenuta da Gaetano Moretti, il quale non condivideva le idee progressiste del razionalismo, sostenute invece dal suo assistente Piero Portaluppi. Si formò così tra i banchi del Politecnico un vivace gruppo di amici composto da Luigi Figini, Gino Pollini, Guido Frette, Sebastiano Larco Silva, Carlo Enrico Rava, Giuseppe Terragni e Ubaldo Castagnoli, uniti dal desiderio di portare in Italia la nuova corrente architettonica. Nell'ottobre 1926 fondarono il Gruppo 7, il primo gruppo di architetti razionalisti italiani, che firmò un manifesto culturale che sarà pubblicato in quattro successivi articoli sulla rivista «Rassegna Italiana» tra dicembre 1926 e maggio 1927, considerato l'atto di nascita del razionalismo italiano. Nell'autunno 1927 a Ubaldo Castagnoli subentrò Adalberto Libera.
Con una serie di quattro articoli comparsi sulla rivista «Rassegna Italiana» tra dicembre 1926 e maggio 1927, il "Gruppo 7" si presentò al pubblico, dettando nuovi principi per l'architettura che si rifacevano a quelli del Movimento Moderno in Europa. Si trattava di un nuovo modo di vedere l'architettura, caratterizzato dalla ricerca della forma pura, essenziale, che esprimesse la funzione degli spazi, e dal rigetto dell'ornamento e della decorazione. In questi scritti si teorizzava:
- che "dall'uso costante della razionalità, dalla perfetta rispondenza dell'edificio agli scopi che si propone, siamo certi debba risultare, appunto per selezione, lo stile"[4];
- che "l'architettura ...non può più essere individuale", per poterla ricondurre "alla diretta derivazione delle esigenze del nostro tempo"[4];
- che "all'eclettismo elegante dell'individualismo opponiamo lo spirito della costruzione in serie"[4].

Contemporaneamente si richiamava il valore della tradizione:
- "Da noi esiste un tale substrato classico e lo spirito della tradizione (non le forme le quali sono ben diversa cosa) è così profondo in Italia, che evidentemente e quasi meccanicamente la nuova architettura non potrà non conservare una tipica impronta nostra"[4].

Il Gruppo 7, quindi, propendeva per una mediazione tra tradizione e "spirito nuovo", tra classicismo e funzionalismo, riprendendo dal classico la struttura geometrica, il ritmo, la proporzione, la raffinatezza dei materiali e dei particolari architettonici. Con la sua iniziativa il Gruppo 7 aprì quello che poi lo stesso Terragni definì il periodo 'squadrista' dell'architettura italiana, che tra il 1926 e il 1931, soprattutto però durante gli anni 1931-32, vide lo scontro tra razionalisti e accademici con la seguente polemica nazionale sulle ragioni della modernità.
Un esempio di applicazione di questi principi è la Casa del Fascio di Como, di Giuseppe Terragni, dove la facciata è disegnata sulla sezione aurea e dove le forme e le strutture moderne si fondono con un impianto volumetrico ed un equilibrio dello spazio architettonico classici.
Dopo la fondazione del MIAR (Movimento italiano architettura razionale) nel 1928, cui il gruppo aderì, venne organizzata a Roma la prima esposizione dell'architettura razionale, dove presentarono La casa elettrica. Il Gruppo 7 terminò la propria attività dopo lo sciogliemento del MIAR nel 1931 per contrasti con la dittatura fascista; Larco e Rava aderirono quindi al RAMI (Raggruppamento architetti moderni italiani), in cui confluì parte dei membri del MIAR.